# Leon al Constantinopolului
Leon Styppes (în greacă Λέων Στυππῆς; n. secolul al XI-lea – d. ianuarie 1143, Constantinopol, Imperiul Roman de Răsărit) a fost un cleric ortodox grec care a slujit ca patriarh ecumenic al Constantinopolului din 1134 și până la moartea sa în 1143.

## Biografie
A fost preot și mare econom al Bisericii „Sfânta Sofia” din Constantinopol înainte de alegerea sa ca patriarh. Sinodul Patriarhiei Constantinopolului l-a ales patriarh în mai 1134, ca succesor al patriarhului Ioan al IX-lea (1111-1134), care a murit, potrivit teologului bizantinolog francez Venance Grumel, în a doua jumătate a lunii aprilie 1134. Alegerea sa a avut loc după ce, potrivit unui document sinodal din mai 1134 (mai 6642, conform numerotației anilor din acea vreme), Sinodul a dat un aviz negativ transferării pe tronul constantinopolitan a patriarhului Ioan al VI-lea al Antiohiei (1106-1134), care nu călcase niciodată în Antiohia, dar își exersase însă autoritatea asupra mitropoliilor de pe teritoriul imperial din jurisdicția sa.
Păstorirea sa a avut loc în timpul domniei împăratului bizantin Ioan al II-lea Comnenul (1118-1143) și nu s-a remarcat prin evenimente importante. Patriarhul Leon Styppes este cunoscut pentru penitențe severe aplicate, la cererea sa, laicilor dovediți vinovați de săvârșirea unor practici magice. În 1140 a prezidat un sinod care a condamnat scrierile mistice lăsate de un teolog laic recent decedat, Constantin Chrysomallos, ca erezii bogomile. Un decret al său privind legalitatea anumitor căsătorii a fost publicat în Jus Orientale și Jus Graeco-Romanum și este citat adesea de Niccolò Comneno Papadopoli⁠(d).
Durata patriarhatului său variază de la un autor la altul: 8 ani (manuscrisul Paris. supp. 1034), 8 ani și jumătate (Nichifor Calist), 8 ani și 8 luni (Leunclavius, Matei Cigalas și Filip de Novara) și 9 ani (manuscrisele Paris. supp. 755, Atheniensis 1372 și Laurentianus LIX 13). Din coroborarea informațiilor incluse în toate aceste surse istorice, teologul și bizantinologul francez Venance Grumel (secretar al Revue des études byzantines și autor al unei cronologii a patriarhilor de Constantinopol) consideră că durata patriarhatului lui Leon ar fi de 8 ani și 8 luni, ca urmare a acordului între Leunclavius, Matei Cigalas și Filip de Novara (surse independente una de alta), deoarece, după opinia sa, cei 9 ani menționați în cele trei manuscrise par a fi o rotunjire și semnifică faptul că s-ar fi depășit 8 ani și jumătate. Alte surse precum Dictionnaire de théologie catholique și listele lui Karl Krumbacher menționează, de asemenea, că patriarhul Leon a păstorit în perioada 1134-1143.
Patriarhul Leon a murit prin urmare în ianuarie 1143, cu trei luni înaintea împăratului Ioan al II-lea Comnenul (8 aprilie 1143). Succesorul desemnat de împărat, Manuel I Comnen, a rămas timp de 30 zile în Cilicia pentru a pregăti funeraliile tatălui său și, după îmbarcarea rămășițelor pământești pe o corabie imperială, a pornit în fruntea armatei bizantine către Constantinopol, unde a ajuns la 27 iunie 1143, potrivit lui Michael Angold, sau în cursul lunii iulie 1143, potrivit lui Venance Grumel. Pentru a-și asigura poziția de împărat în fața altor pretendenți la tron, Manuel a încercat să-și grăbească încoronarea și, pentru aceasta, trebuia mai întâi să numească un nou patriarh. El l-a ales ca patriarh pe Mihail Kourkouas, starețul Mănăstirii Oxeia, care fost întronizat în iulie 1143.
Biserica Ortodoxă l-a proclamat sfânt și îi cinstește memoria în ziua de 12 noiembrie.